# Trocodima pellucida
Trocodima pellucida är en fjärilsart som beskrevs av Rothschild 1910. Trocodima pellucida ingår i släktet Trocodima och familjen björnspinnare. Inga underarter finns listade i Catalogue of Life.